# آکیهیرو ایناگا
آکیهیرو ایناگا (به انگلیسی: Akihiro Ienaga) بازیکن فوتبال اهل ژاپن و عضو تیم ملی فوتبال ژاپن است که در تاریخ ۲۴ مارس ۲۰۰۷ میلادی اولین بازی ملی‌اش را انجام داد. او در ۳ بازی ملی حضور داشت و آخرین بازی ملی خود را در تاریخ ۱۰ اوت ۲۰۱۱ میلادی انجام داد. آکیهیرو ایناگا در بازی‌های ملی‌اش
گلی به ثمر نرساند.